# Adam Bernstein
Adam Bernstein (7 de Maio de 1960) é um director de vídeos musicais, televisão e de filmes americano, e roteirista. Ele nasceu em Princeton, Nova Jersey. Bernstein casou-se com a actriz Jessica Hecht em 1994.